# Monoplex durbanensis
Monoplex durbanensis is een slakkensoort uit de familie van de Cymatiidae. De wetenschappelijke naam van de soort werd voor het eerst geldig gepubliceerd in 1899 door E. A. Smith als Lotorium durbanense.